# Pilocrocis ramentalis
Pilocrocis ramentalis là một loài bướm đêm trong họ Crambidae.